# 高山真平

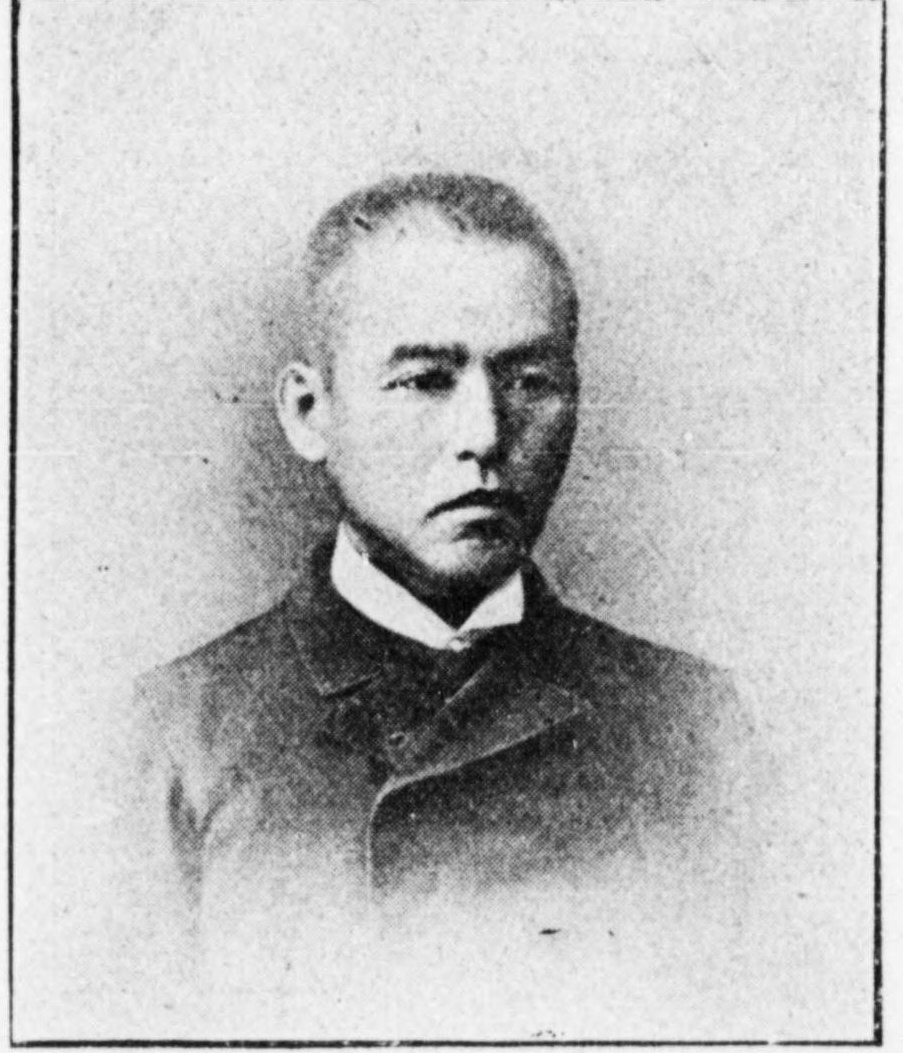
高山真平

高山 真平（眞平、たかやま しんぺい、1854年8月18日（安政元年7月25日）- 1933年（昭和8年）9月3日）は、明治から昭和初期の農業指導者、政治家。衆議院議員。

## 経歴
日向国那珂郡板敷村（宮崎県南那珂郡飫肥村、飫肥町字板敷を経て現日南市板敷）で、飫肥藩士・高山伝蔵、のぶ の長男として生まれ、1881年（明治14年）2月に家督を相続した。藩校で学び、その後上京して岡松甕谷に師事した。
1883年（明治16年）7月、宮崎県御用掛となり庶務課に配属。以後、8等属、7等属・地理課勤務、町村制施行順序取調委員、判任官6等・学務課勤務などを歴任し、1892年（明治25年）4月、南那珂郡長に就任。1895年（明治28年）5月、高等官7等に進み、同年8月、病のため退官した。
その他、南那珂郡農会副会長、宮崎県農会副会長、飫肥農学校（現宮崎県立日南農林高等学校）長事務取扱を務め、農業の振興に貢献した。
1898年（明治31年）5月、飫肥町会議員に選出され、1899年（明治32年）9月、南那珂郡会議員となり同議長も務めた。1902年（明治35年）8月の第7回衆議院議員総選挙で宮崎県郡部から立憲政友会所属で出馬して初当選。その後、第8回、第12回総選挙で再選され、公友倶楽部、公正会などに所属して衆議院議員に通算3期在任した。

## 国政選挙歴
- 第7回衆議院議員総選挙（宮崎県郡部、1902年8月、立憲政友会）当選[7]
- 第8回衆議院議員総選挙（宮崎県郡部、1903年3月、立憲政友会）当選[7]
- 第9回衆議院議員総選挙（宮崎県郡部、1904年3月、無所属）落選[7]
- 第12回衆議院議員総選挙（宮崎県郡部、1915年3月、無所属）当選[8]